# St. Joost School of Art & Design

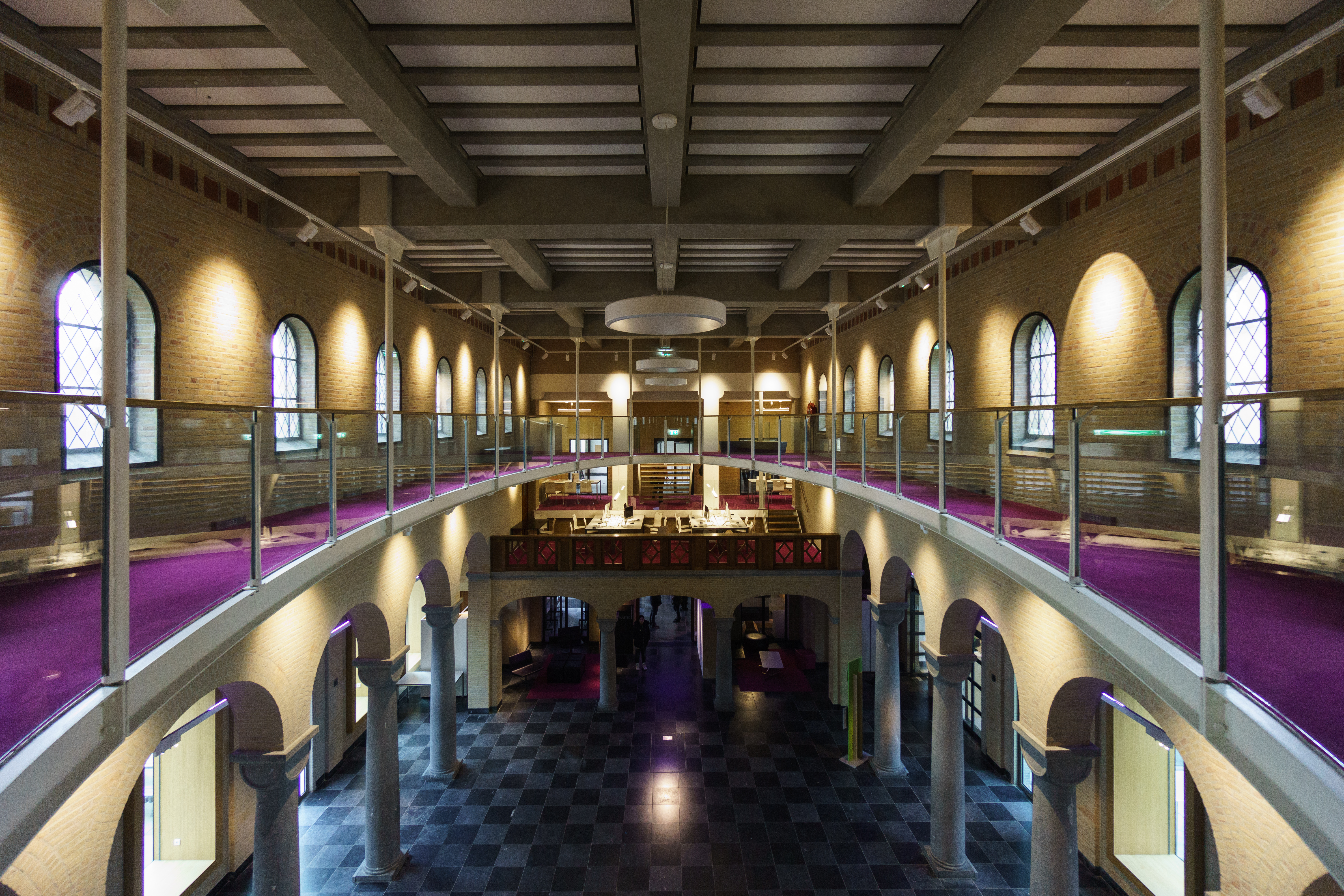
Interieur kunstacademie Breda, 2017

St. Joost School of Art & Design (voorheen de Akademie voor Kunst en Vormgeving St. Joost, afgekort AKV St. Joost) is een kunstacademie in 's-Hertogenbosch en Breda, en onderdeel van de Avans Hogeschool. De academie is in 2004 ontstaan uit een fusie van de Academie voor Beeldende Kunsten Sint-Joost uit Breda, en de Koninklijke Academie voor Kunst en Vormgeving uit 's-Hertogenbosch.

## Locaties
De school in 's-Hertogenbosch ligt op steenworp afstand van het station en is gesitueerd in een voormalig PostNL distributiecentrum aan de Parallelweg 21. De locatie in Breda is gevestigd in het voormalige seminarie Ypelaar aan de rand van de stad. In april 2025 werd bekendgemaakt dat Avans het pand in Breda zal verkopen.

## Opleidingen
Alle (voltijd)opleidingen starten met een propedeusejaar.
- Beeldende Kunst (Breda en 's-Hertogenbosch) nu: Art en Research
- Vormgeving (Breda en 's-Hertogenbosch), met de majors:
  - Illustratie | Animatie (Breda en 's-Hertogenbosch) nu: Illustrated, Animated Storytelling
  - Grafisch | Ruimtelijk Ontwerp (Breda en 's-Hertogenbosch) nu: New Design and Attitudes
  - Fotografie | Film (Breda) nu: Film, Photography and the Digital

Daarnaast biedt de school als vervolgopleiding vier HBO-masterprogramma's aan:
- MA Fine Art
- MA Animation
- MA Photography
- MA Graphic Design

## Bekende docenten en of oud-studenten
- Evert Bloemsma
- René Daniëls
- Hans Laban
- Thom Puckey
- Ludwig Volbeda
- Fiep Westendorp
- Halina Zalewska
- Ben Zegers
- Ton Meijdam, Thom Snels en Béla Zsigmond (Smack)